# Drahanské údolí
Drahanské údolí (někdy Drahaňské údolí, Drahaň) se nachází na severním okraji Prahy na pravém břehu Vltavy. Rozkládá se podél Drahanského potoka, který pramení v Dolních Chabrech, teče západním směrem přes katastrální území Čimice a Bohnice a ústí do Vltavy v katastrálním území Zdiby mezi Zámky a Klecánky. Údolí je součástí přírodních parků Drahaň-Troja a Dolní Povltaví.

## Popis

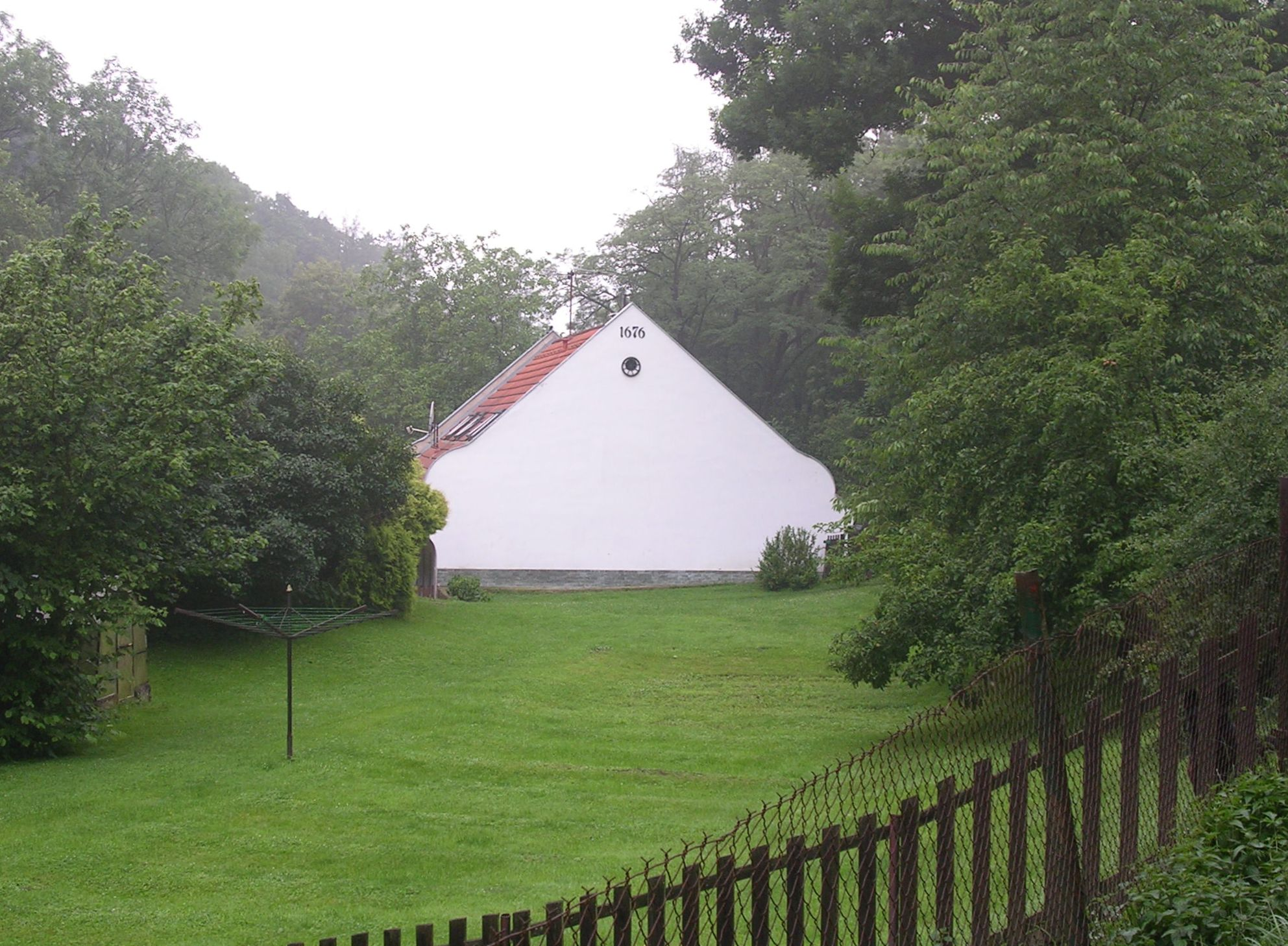
Drahanský mlýn s letopočtem 1676

Údolí potoka lze rozdělit na tři části: horní oblast Dolních Chaber, střední širší údolí a dolní rokle. V horní části se potok proplétá zástavbou včetně barokního statku a významného románského kostela Jan Křtitele. Vlastní přírodní údolí začíná u konečné zastávky autobusu Dolní Chabry pod výrazným skalním ostrohem. Silnice končí u čistírny odpadních vod a vodní nádrže, údolí pod ní je zarostlé rákosinami s vrbami a zvolna se zužuje. V místě, kde cesta přechází na pravý břeh potoka je blízko můstku Prdlavá studánka. Pod cestou se nachází Drahanský mlýn a oblast domků a chat, které jsou místní komunikací propojeny s Brnky. V této nejdelší, dolní části je údolí úzké a nazývá se také Drahanská rokle. Je pro ni charakteristické prolínání divoké přírody s místy hůře schůdnou stezkou a produkty lidské činnosti související s chatkami roztroušenými v údolí. Podél této části potoka také probíhá hranice města Prahy. Údolí s potokem ústí do Vltavy, respektive na vltavskou navigaci (hrubými kameny zpevněný břeh) s pobřežní cestou.
Plánovaná jižní varianta trasy Pražského okruhu probíhá jižně od údolí a přetíná ho mezi čistírnou a zastávkou autobusu.

## Turistické trasy
- Pěší turistické trasy

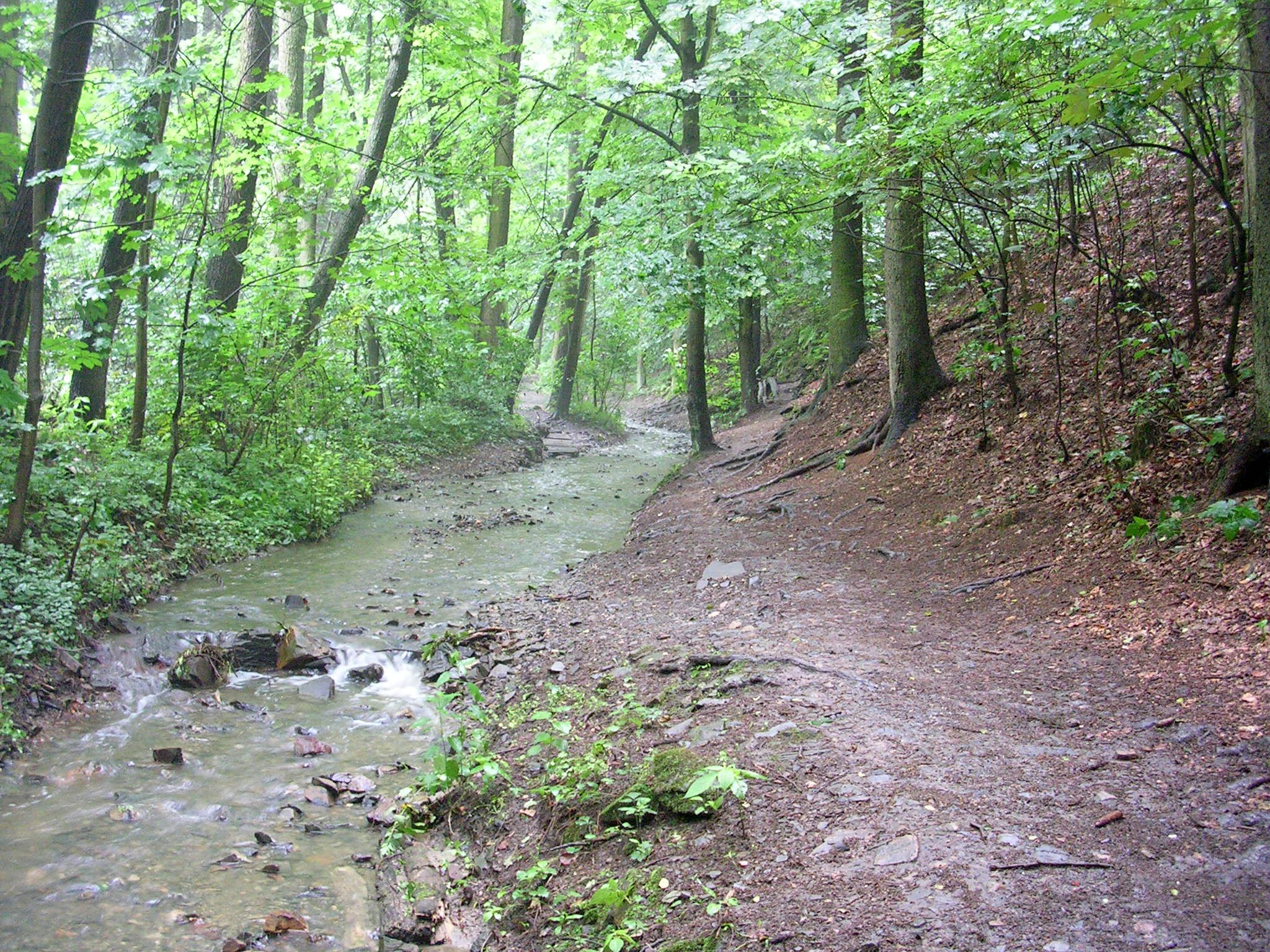
Dolní část (Drahanská rokle) má více charakter divoké přírody

 3008 Čimice-Pod Klecanským hájem v Klecánkách protíná údolí u autobusové zastávky Dolní Chabry
 6020 Čimice-Drahanské údolí (u řeky) sbíhá do údolí nad Drahanským mlýnem
 1101 Čimice-Čimické údolí-Bohnice se napojuje až těsně ústím údolí k řece
 0005 z Troji podél řeky
- Cyklistická trasa

 7 – též Eurovelo 7, Vltavská – pobřežní cesta u Vltavy

## Pamětihodnosti v nejbližším okolí
- Čimické údolí – přírodní památka
- Zámky (přírodní památka)
- Zámky – osada, kde byla první česká továrna na dynamit
- Zámka – pravěké a raně středověké hradiště

## Galerie

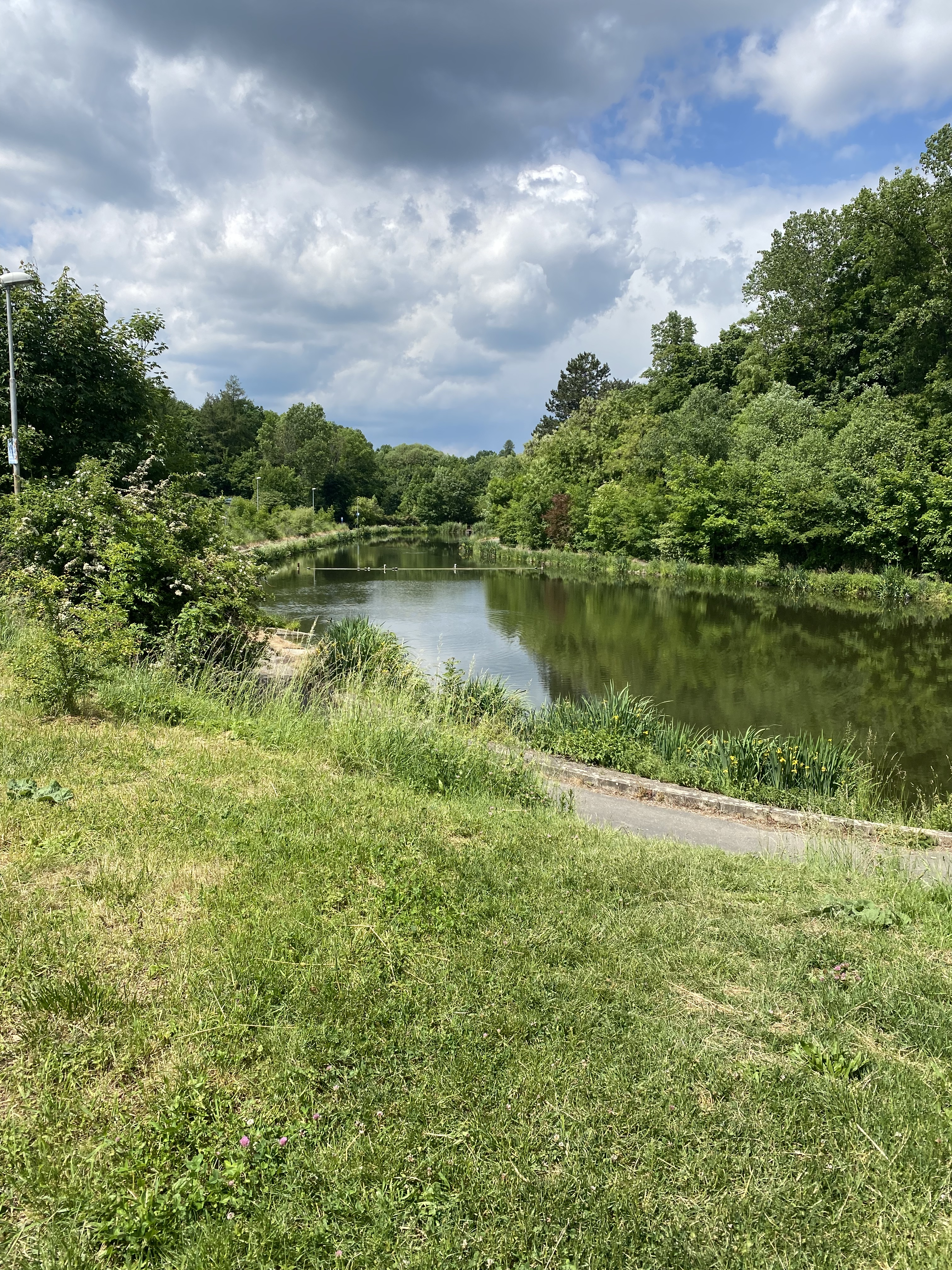
ČOV na začátku stezky
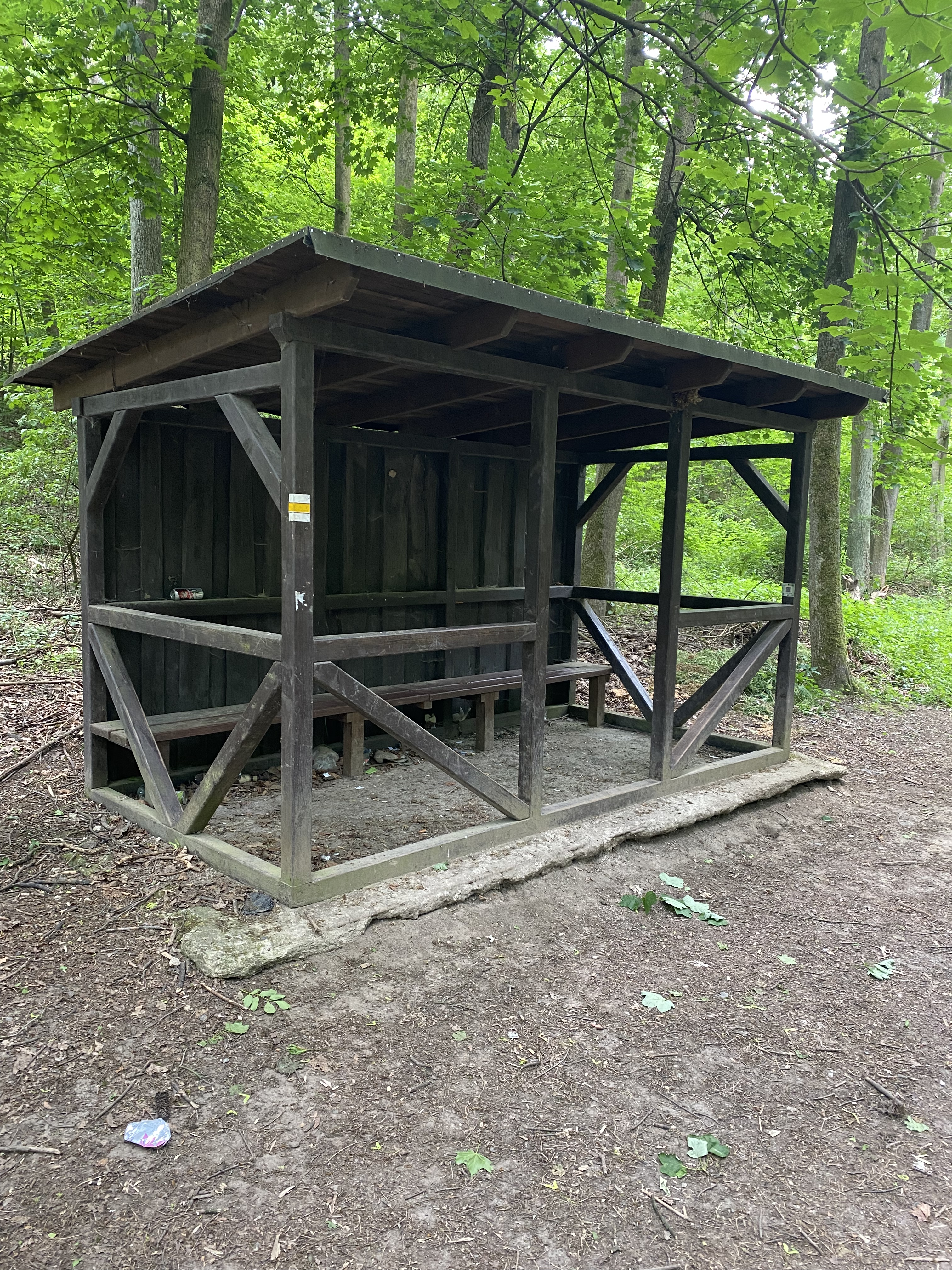
Turistický přístřešek
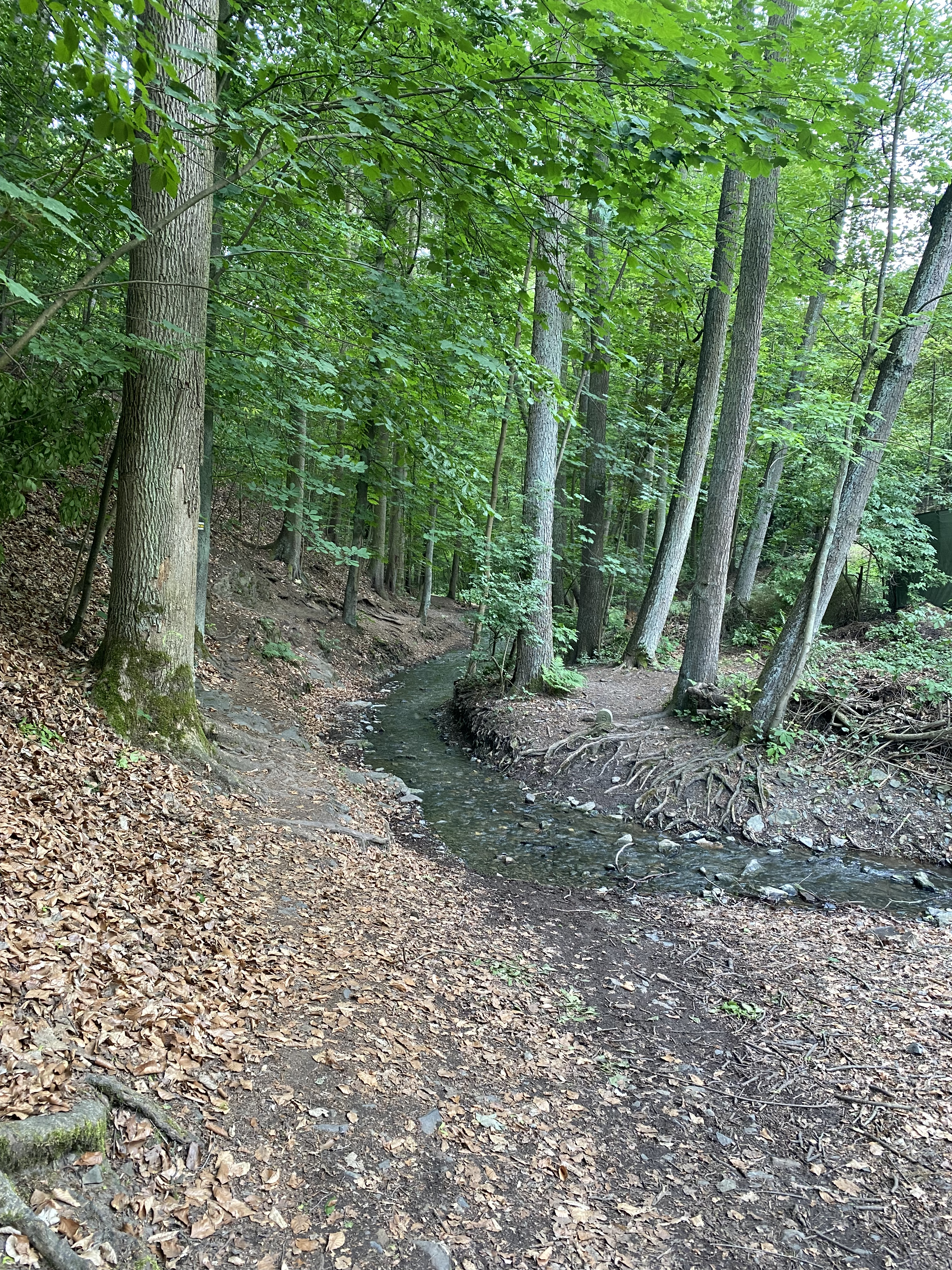
Cesta okolo Drahanského potoka
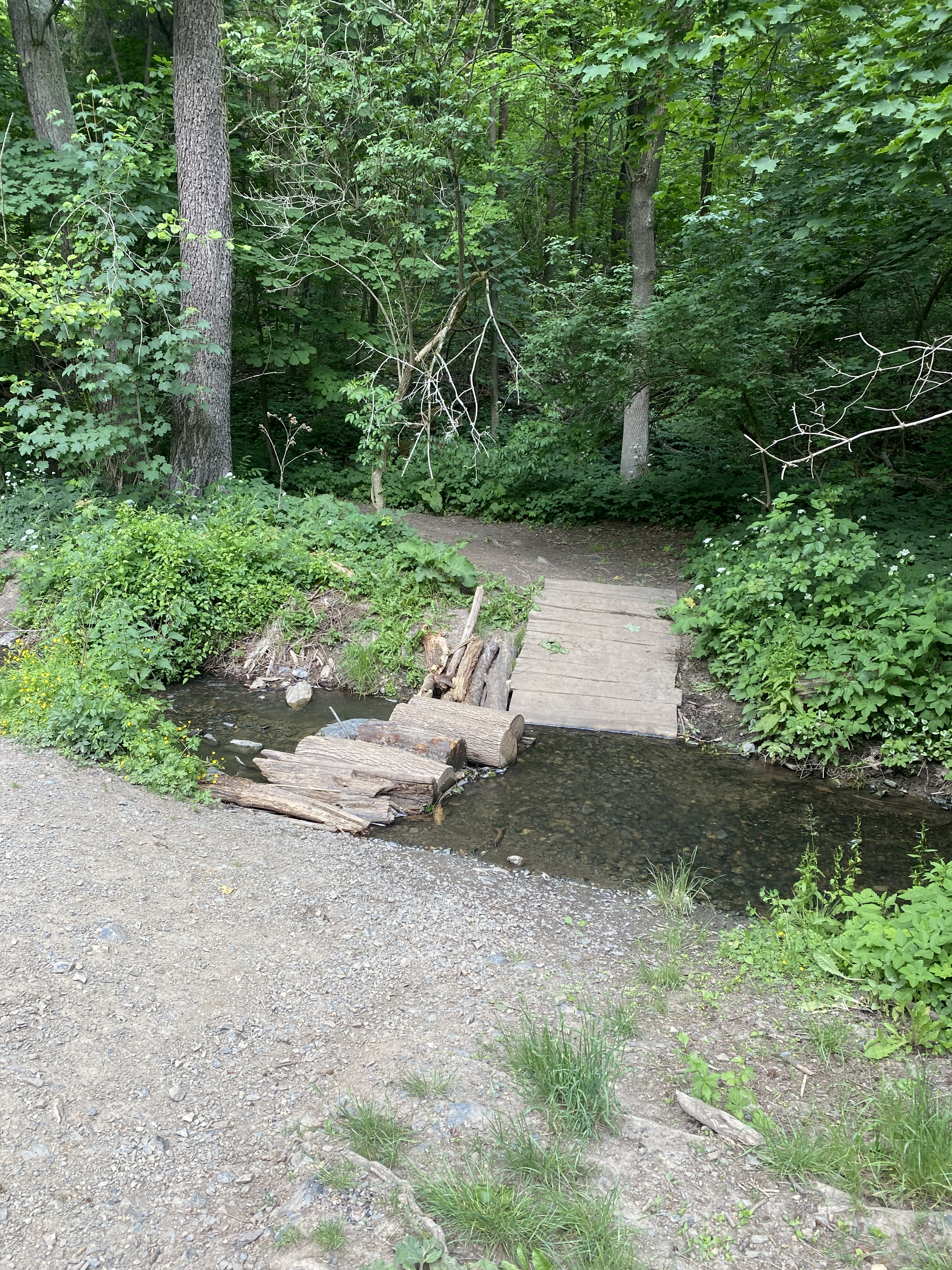
Brod přes Drahanský potok
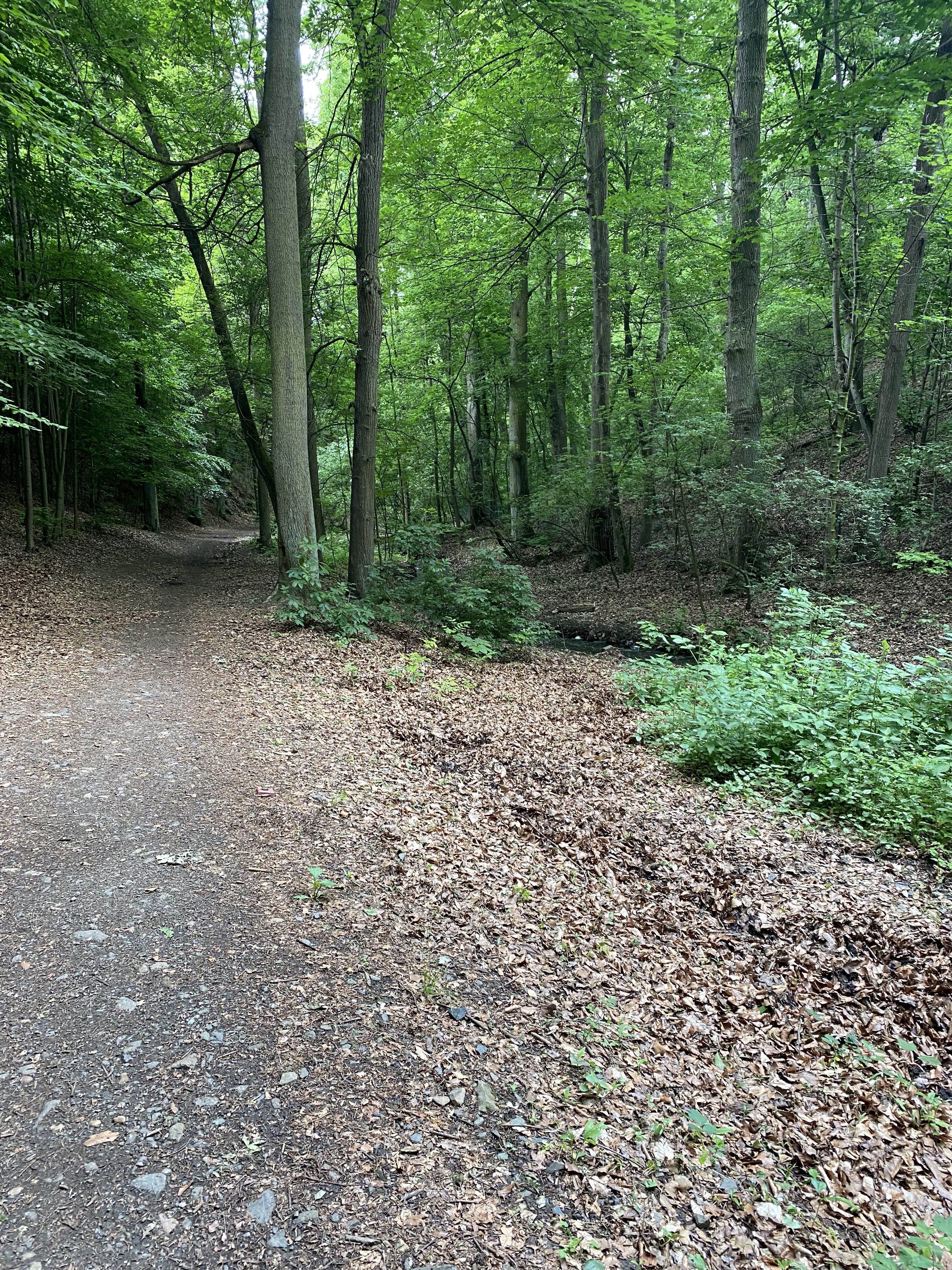
Stezka
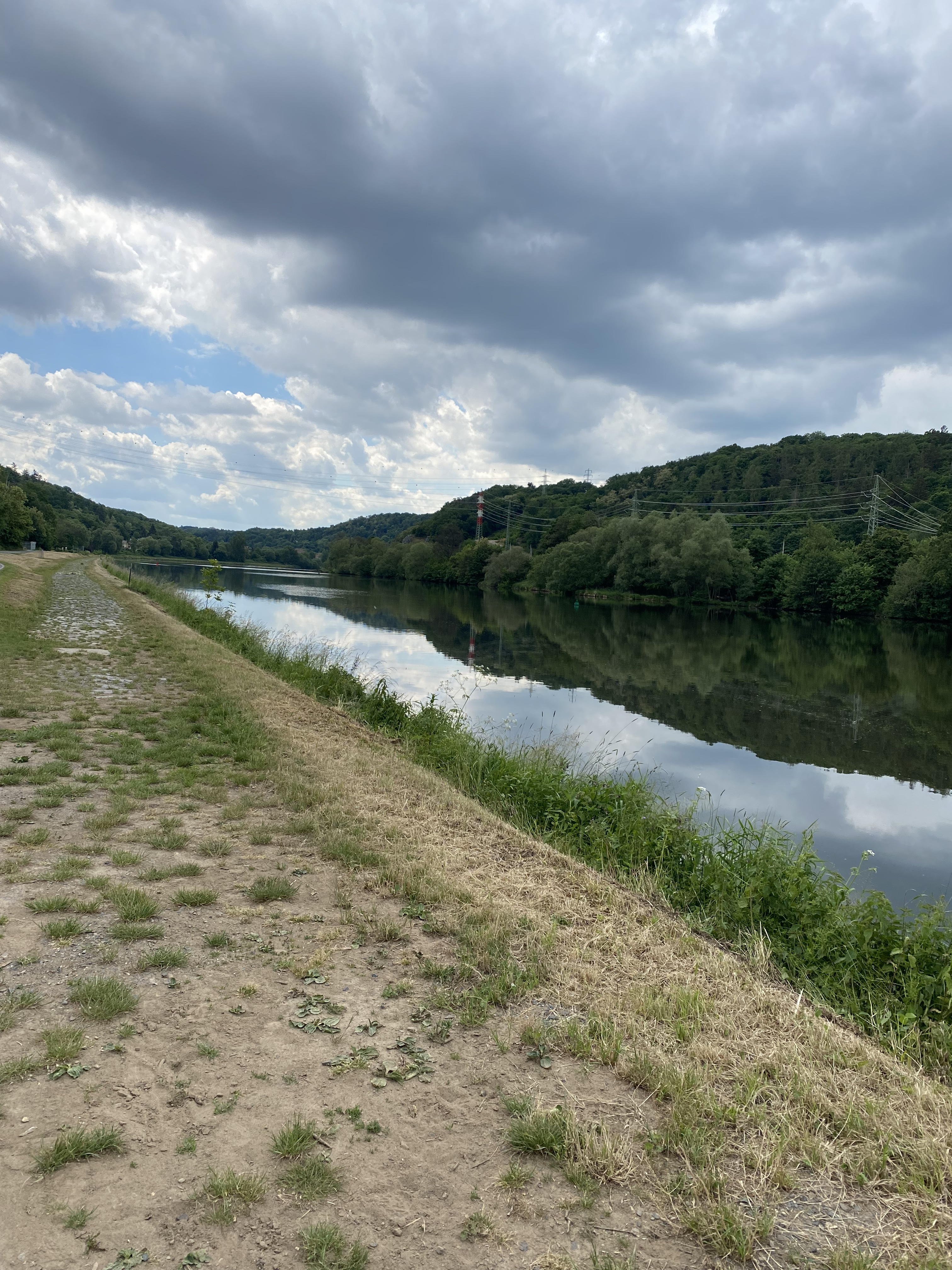
Soutok Drahanského potoka s Vltavou